# Terra Mariana-korsets orden
Terra Mariana-korsets orden (estniska: Maarjamaa Risti teenetemärk), är en estländsk orden instiftad 1995 av president Lennart Meri för att hedra estniska statens självständighet. Eftersom Statsvapnets orden ska delas endast till estniska medborgare, ville Meri skapa en ny utmärkelse för att erkänna utlänningarnas meriter till Estland. Behovet för detta blev akut år 1994 efter Estoniakatastrofen då meriterade finländare nämndes till Vita stjärnans orden. Ordens namnet syftar på namnet Terra Mariana som användes för de katolska riddarordnarnas områden i Estland och Livland under medeltiden, och som på estniska i modern tid används som en poetisk omskrivning för landet Estland.
Ordens kedja användes de facto som presidenttecken sedan presidentens ursprungliga kedja, den av Statsvapnets orden, togs från Estland till Kreml efter den sovjetiska ockupationen av landet 1940, där den fortfarande finns idag. En ny kedja gjordes dock 2008.
Estlands president är ordens stormästare. Orden är landets tredje högsta utmärkelse mellan Statsvapnets orden och Vita stjärnans orden. Orden delas för meriter för Estland. Mottagaren behöver inte vara en estnisk medborgare. Utmärkelsen kan också delas postumt.
Orden delas i fem vanliga klasser och en kedjaklass:
- kedja
- I klass
- II klass
- III klass
- IV klass
- V klass